# Andage
Andage ou Andain (en latin : Andagina ou Andaïna) est un village près du ruisseau éponyme, au cœur de la forêt de l'Ardenne, qui devint plus tard la localité de Saint-Hubert. Il s'y était établi, au VIIe siècle, une communauté religieuse dirigée par saint Bérégise grâce à une donation de Pépin de Herstal et de son épouse Plectrude. En 817, à l'initiative de l'évêque de Liège Walcaud, cette communauté fut remplacée par des moines bénédictins qui dirigeront l'abbaye jusqu'en 1797.
Andage changea de nom à la suite de la translation  en 825 de la dépouille de saint Hubert de Liège dans cette abbaye, devenue l'abbaye de Saint-Pierre en Ardenne. Les moines continuèrent longtemps à écrire monastère d'Andage à Saint-Hubert.